# 咀嚼筋
咀嚼筋（そしゃくきん、英語: masticatory muscle）は、下顎骨の運動（主に咀嚼運動）に関わる筋肉の総称である。深頭筋とも呼ばれる。咀嚼筋は一般に、咬筋、側頭筋、外側翼突筋、内側翼突筋の4種類が挙げられる。
咀嚼機能を主として分類する場合、開口運動に関わる筋として舌骨筋のうち、顎二腹筋、オトガイ舌骨筋、顎舌骨筋が存在するため、この3種類の筋を含めて咀嚼筋と呼ぶこともある。
- 閉口筋：咬筋[1]、側頭筋[1]、外側翼突筋（上頭）、内側翼突筋[1]
- 開口筋：顎舌骨筋、オトガイ舌骨筋、顎二腹筋、外側翼突筋（下頭）